# Queenie Newall
Sybil Fenton "Queenie" Newall (Calderbrook, Lancashire 17 oktober 1854 - Cheltenham, 24 juni 1929) was een Britse boogschutter.
Newall verhuisde in 1905 naar Gloucestershire, waar ze zich aansloot bij de Cheltenham Archers. Ze won diverse regionale wedstrijden en kwalificeerde zich voor de Olympische Spelen. Op de Spelen in Londen (1908) behaalde ze 688 punten. Ze versloeg daarmee haar landgenote Lottie Dod met een voorsprong van 46 punten, en nam de gouden medaille mee naar huis. Queenie Newall was 53 jaar toen ze de Spelen won en is tot op heden de oudste winnares van een gouden medaille op de Olympische Spelen.